# آلبرتای مرکزی
آلبرتای مرکزی (انگلیسی: Central Alberta)، منطقه‌ای واقع در استان آلبرتا در کانادا است.
آلبرتای مرکزی منطقه‌ای روستایی و پرجمعیت در این استان است. زراعت و انرژی بخش مهمی از اقتصاد آن را تشکیل می‌دهد.
رودخانه ساسکاچوان در این منطقه جریان دارد.